# Субстрат (биохимия)

Схема (а) преобразования субстрата (желтая фигура) в продукты реакции ходе взаимодействия с ферментом (серая фигура)

Субстра́т в биохимии — исходное вещество, преобразуемое ферментом в результате специфического фермент-субстратного взаимодействия в один или несколько конечных продуктов. После окончания катализа и высвобождения продукта реакции активный центр фермента снова становится вакантным и может связывать другие молекулы субстрата.
Общее уравнение биохимической реакции, катализируемой ферментом, можно записать в следующем виде:
E + S ⇌ ES ⇌ EP ⇌ E + P, где Е — фермент, S — субстрат, ES, EP — комплекс фермента и субстрата, фермента и продукта реакции, соответственно, P — продукт реакции. Все реакции обратимые и равновесные, но равновесие смещено в сторону продукта из-за его меньшей свободной энергии.